# تشو مينغ
تشو مينغ هو منافس ألعاب قوى صيني، ولد في 7 يناير 1970.

## وصلات خارجية
- تشو مينغ على موقع الاتحاد الدولي لألعاب القوى (الإنجليزية)